# Коминь
Коми́нь (фр. Comigne) — коммуна во Франции, находится в регионе Лангедок — Руссильон. Департамент коммуны — Од. Входит в состав кантона Капандю. Округ коммуны — Каркасон.
Код INSEE коммуны — 11095.

## Население
Население коммуны на 2008 год составляло 241 человек.
| 1962 | 1968 | 1975 | 1982 | 1990 | 1999 | 2008 |
| ---- | ---- | ---- | ---- | ---- | ---- | ---- |
| 199  | 213  | 188  | 180  | 199  | 179  | 241  |

## Экономика
В 2007 году среди 147 человек в трудоспособном возрасте (15—64 лет) 110 были экономически активными, 37 — неактивными (показатель активности — 74,8 %, в 1999 году было 71,1 %). Из 110 активных работали 97 человек (46 мужчин и 51 женщина), безработных было 13 (6 мужчин и 7 женщин). Среди 37 неактивных 10 человек были учениками или студентами, 17 — пенсионерами, 10 были неактивными по другим причинам.